# Rada Konstytucyjna
Rada Konstytucyjna (fr. Conseil Constitutionnel; [kɔ̃sɛj kɔ̃stitysjɔˈnɛl]) – najwyższa instytucja sądownictwa konstytucyjnego we Francji. Powołana do życia 4 października 1958 zgodnie z Konstytucją Piątej Republiki, rada stoi na straży przestrzegania konstytucji przez parlament, prezydenta i obywateli Republiki Francuskiej.
Rada zajmuje się sprawdzaniem nowych praw pod kątem zgodności z Konstytucją i Deklaracją praw człowieka i obywatela. Zgodnie z prawem Rada wydaje opinie na temat ustaw po ich przegłosowaniu przez parlament, a przed podpisaniem przez prezydenta. Rada orzeka także o zgodności wyborów i referendów z ustawą zasadniczą, nadzoruje także funkcjonowanie parlamentu.
Członkami rady jest dziewięciu sędziów wybieranych przez Prezydenta Republiki i przewodniczących izb parlamentu na dziewięcioletnie kadencje (każdy z nich mianuje trzy osoby). Z urzędu w pracach rady uczestniczą też dożywotnio byli prezydenci Francji.

## Tło historyczne powstania Rady Konstytucyjnej
Żeby zrozumieć niechęć francuskiego ustroju do kontroli konstytucyjności ustaw, trzeba się cofnąć do czasów Rewolucji Francuskiej. Właśnie wtedy przyjęto, jako jedną z podstaw ideologicznych Rewolucji, doktrynę Jana Jakuba Rousseau, wskazującą na to, że ustawa jest najbardziej aktualnym przejawem woli powszechnej. Mało tego, w praktyce uznawano jej wyższość nad konstytucją, która miała być „zakrzepłym” i mniej aktualnym niż ustawa przejawem woli ludu. Powyższy sposób myślenia na temat ustawy przez długi czas hamował rozwój organów kontroli konstytucyjnej.
W roku 1799, w okresie napoleońskim, pojawił się Senat Zachowawczy – jedną z jego kompetencji było badanie konstytucyjności ustaw Ciała Prawodawczego przed promulgacją. Po upadku Napoleona akty konstytucyjne przestały mieć sztywny charakter i można było je modyfikować przy pomocy zwykłych ustaw. Instytucjonalna forma ich ochrony pojawiła się w 1852 roku, kiedy to nowa konstytucja powołała Senat, posiadający kompetencję prewencyjnej kontroli ustaw. Praktyka jednak spowodowała, że jego rola ewoluowała w stronę drugiej izby parlamentu.
Konflikt między prezydentem a parlamentem ukształtował ustrój III Republiki (1875-1940). Ustrój ten sytuował parlament na miejscu najwyższego organu państwowego, który odpowiadał za egzekwowanie odpowiedzialności konstytucyjnej egzekutywy. W związku z jego szczególną pozycją ustrojową, uważano, że sam fakt uchwalenia przez niego ustawy, świadczy o jej konstytucyjności.
Tym niemniej, należy wspomnieć o orzecznictwie Rady Stanu, będącej najwyższym trybunałem administracyjnym. Tworzyło ono pewien system wymagań i zasad, określanych jako principes généraux de droit, którym musiała odpowiadać działalność organów władzy wykonawczej.
Po II wojnie światowej powołano Komitet Konstytucyjny, składający się z prezydenta Republiki, przewodniczących obu izb parlamentu i 10 członków izb wybranych przez izby spoza swojego składu. Istotne jest to, że ów komitet podjął tylko jedno rozstrzygnięcie. Innym ważnym aspektem historyczno-prawnym powstania Rady Konstytucyjnej jest fakt, że od czasów Rewolucji Francuskiej ustawa była aktem prawnym o nieograniczonym zasięgu materialnym.
Wyjątkiem była pouvoir réglamentaire originaire – pierwotna kompetencja władzy wykonawczej. Odnosiła się ona min. do organizacji wewnętrznej aparatu państwowego, rozporządzeń policyjnych, oraz stanowienia prawa dla kolonii. W czasach III i IV Republiki, ustawodawca próbował obejść tę kompetencję, pomimo tego, że doktryna jej nie kwestionowała. Jednak to dopiero Konstytucja V Republiki z 1958 – zastrzegła pouvoir réglamentaire na poziomie Konstytucji.
Uchwalenie konstytucji miało swój szczególny kontekst. 1 czerwca 1958 roku, gen. Charles de Gaulle powrócił do władzy na czele Rządu Jedności Narodowej. Ówcześnie Francja stawiała czoło poważnym wyzwaniom takim jak wojna domowa w Algierii, ryzyku wojskowego zamachu stanu, destabilizacji, grożącej rośnięciem w siłę komunistów i radykalnej lewicy.
Te czynniki wskazywały na zasadność przeforsowania gaullistowskiej koncepcji silnego państwa. Zgodnie z myślą gen. Charles’a de Gaulle’a, nowy ustrój miał „obudować” parlament w pewne ramy.
Ograniczenie jego kompetencji w zamyśle twórców konstytucji miało na celu odebranie demokracji destruktywnego charakteru, w której poprzez działalność partii politycznych miało dochodzić do atomizacji i podziału społeczeństwa. Kompetencje odebrane parlamentowi przyznano egzekutywie. Dążono do stworzenia specyficznego rodzaju ustroju. Chciano uniknąć ściśle parlamentarnego „ustroju zgromadzenia” jak i „ustroju prezydenckiego”.
W taki sposób, egzekutywie przyznano stanowienie norm niższego rzędu. Zgodnie z art. 37 ust. 1 Konstytucji V Republiki Francuskiej, rządowi przysługuje pełnia kompetencji w materii wykraczającej poza materię ustawową. Regulacji ustawowej podlegają na przykład pojęcie wyborcy, stan wojny, stan wojenny itd.. Wszystkie z tych zagadnień są enumeratywnie wymienione w art. 34 Konstytucji. W związku z tym zupełnie nowym modelem ustrojowym, kontrolę kompetencyjną Rady Konstytucyjnej należy odczytywać jako jej najistotniejsze zadanie Rady Konstytucyjnej, mającej stać na straży odpowiedniego podziału władz.
Głównym architektem Konstytucji V Republiki Francuskiej był Minister Sprawiedliwości w rządzie gen. Charles’a de Gaulle’a, Michel Debré.
Rolą prezydenta według koncepcji M. Debré było bycie „najwyższym sędziego interesu narodowego”.
Taką koncepcję zaburzyło wprowadzenie w 1962 r. wyboru prezydenta w demokratycznych wyborach. Najczęstszą i naturalną konsekwencją tego rozwiązania było zbliżenie stanowiska prezydenta do stanowiska parlamentu.

## Podstawy prawne organizacji i funkcjonowania Rady Konstytucyjnej
Kompetencje Rady Konstytucyjnej wynikają bezpośrednio z przepisów konstytucyjnych; dopuszczalne jest również rozszerzenie, choć z dużą ostrożnością, tego katalogu o ustawy zwykłe bądź organiczne. Natomiast ustrój i procedura funkcjonowania Rady są ujęte w Konstytucji tylko w ogólny sposób, pozostałe zaś uregulowania są zawarte w kilku odrębnych aktach normatywnych.
Charakter podstawowy ma ordonans organiczny nr 58-1067 z dnia 7 listopada 1958 r. wydany przez Radę Ministrów w ramach tymczasowych uprawnień prawodawczych przyznanych jej przez art 92 Konstytucji, akt ten ma rangę ustawy organicznej.
Uzupełniająca regulacja sytuacji prawnej członków Rady Konstytucyjnej zawarta jest w dekrecie (akcie rządowym o mocy podstawowej) nr 59-1292 z 13 listopada 1959 r. o obowiązkach członków Rady Konstytucyjnej, a dekret nr 59-1293 z 13 listopada 1959 r. reguluje organizację Sekretariatu Generalnego Rady Konstytucyjnej.
Uzupełniające regulacje proceduralne zawarte są w dwóch regulaminach uchwalonych przez samą Radę Konstytucyjną z 31 maja 1959 r. w sprawie procedury rozpatrywania sporów dotyczących wyborów deputowanych i senatorów oraz z 5 października 1988 r. w sprawie procedury rozpatrywania sporów dotyczących wyborów deputowanych i senatorów oraz z 5 października 1988 r. w sprawie procedury rozpatrywania protestów dotyczących przeprowadzenia referendum

## Sposób wyboru członków
Do niedawna Rada Konstytucyjna uznana była za organ o charakterze politycznym, co wynikało przede wszystkim ze sposobu mianowania jej członków. Zgodnie z art. 56 konstytucji trzech członków Rady mianowanych było przez prezydenta, trzech mianował przewodniczący Zgromadzenia Narodowego oraz kolejnych trzech członków - przewodniczący Senatu. W trakcie dziewięcioletniej kadencji co trzy lata odnawiana była 1/3 składu. Z mocy prawa w skład Rady wchodzili również byli prezydenci Republiki, którym funkcja ta nadana jest dożywotnio. Przewodniczącego Rady mianował prezydent.
W pracach nad zmianą Konstytucji w Komitecie ds. reformy instytucji V Republiki zaproponowano zmianę trybu mianowania członków Rady. Zmiany ostatecznie wprowadzono na mocy art. 27 w powiązaniu z art. 5 ustawy zmieniającej. Celem wspomnianej zmiany było ograniczenie swobodnego charakteru nominacji członków Rady przez prezydenta Republiki i jej zobiektywizowanie. W jej wyniku prezydent może dokonać nominacji dopiero po uzyskaniu opinii właściwych komisji stałych w każdej z izb parlamentu. Owa opinia ma przy tym w zasadzie charakter weta, albowiem bez poparcia komisji prezydent nie może skorzystać z przysługującego mu uprawnienia, nie może również dokonać mianowania, jeżeli suma głosów w każdej komisji obejmuje co najmniej 3/5 głosów oddanych w dwóch komisjach. Jeżeli chodzi o procedurę mianowania członków Rady przez przewodniczących izb parlamentarnych, to nie wprowadzono tam zasadniczych zmian, procedura ta została przekazana do kompetencji właściwych komisji stałych w każdej z izb. Dzięki temu chce się uniknąć sytuacji, kiedy senatorowie wypowiadaliby się na temat kandydatur przedstawionych przez przewodniczącego Zgromadzenia Narodowego, a deputowani na temat kandydatur przewodniczącego Senatu. Mianowanie przewodniczącego Rady jest do dzisiaj wyłącznym uprawnieniem prezydenta Republiki.
Poza procedurą mianowania nadal pozostali w Radzie byli prezydenci Republiki, jednakże ich obecność ocenia się negatywnie z trzech względów. Po pierwsze, nie sprzyja to wzmocnieniu sądowniczego charakteru rady. Po drugie, byli prezydenci nie podlegają tym samym wymogom, co pozostali członkowie Rady. Prowadzi to do podziału członków Rady na dwie nierównorzędne kategorie, a to zagraża stabilnemu funkcjonowaniu instytucji. Nie przewidziano też przepisu wykluczającego z członkostwa w Radzie prezydenta, odwołanego z urzędu przez Trybunał Sprawiedliwości, ponieważ zawsze będzie on posiadał status byłego prezydenta Republiki, co niesie za sobą brak gwarancji państwa prawnego, w którym podstawą działania wszystkich organów powinna być szeroko rozumiana legalność. Po trzecie, istnieje ryzyko, że z czasem byli prezydenci (biorąc pod uwagę skrócenie kadencji prezydenta do pięciu lat, wybory nowych prezydentów i długi okres ich życia) mogą stać się bardzo liczną grupą członków Rady o silnym wpływie na większość wewnętrzną.

## Kontrola konstytucyjności aktów prawnych

### Kontrola kompetencyjna

#### Procedura z art. 41 Konstytucji – zakwestionowanie konstytucyjności projektu ustawy w czasie procedowania parlamentarnego
Procedura ulega rozpoczęciu w momencie, gdy rząd uzna, że parlament pracując na uchwaleniem ustawy wkracza w sferę pouvoir réglamentaire określoną art. 34 Konstytucji. W tej sytuacji Rada Konstytucyjna ma za zadanie ochronę kompetencji rządu przed nadużyciami ze strony ustawodawcy. Skierowanie sprawy do Rady Konstytucyjnej wymaga łącznego spełnienia dwóch przesłanek: przesłanki materialnej i przesłanki formalnej.
Pierwsza z nich polega na sprzeciwie rządu wobec procedowanej ustawy. Następnie przewodniczący izby ustosunkowuje się do sprzeciwu. W sytuacji, gdy sprzeciw zostanie przyjęty, dochodzi do zaprzestania dyskusji nad ustawą. Nieprzychylenie się do sprzeciwu przez przewodniczącego izby wymaga od niego skierowania wniosku do Rady Konstytucyjnej.
Przesłanką formalną jest skierowanie wcześniej wspomnianego wniosku. Od marca 2009 roku analogiczne uprawnienie otrzymał parlament – na mocy nowelizacji konstytucji z 2008 roku, sprzeciw przewodniczącego izby ma zapobiec uchwalaniu poprawek rządowych o charakterze reglamentacyjnym.
Procedura w przypadku sprzeciwu przewodniczącego izby jest analogiczna do procedury sprzeciwu rządowego – przewodniczący izby wykonuje odpowiednio zadania rządu, zaś rząd odpowiednio przewodniczącego izby.
Rada Konstytucyjna ma obowiązek rozpatrzyć wniosek w terminie 8 dni.

#### Procedura z art. 61 ust. 2 – zakwestionowanie konstytucyjności projektu ustawy przed promulgacją
Innym sposobem na zakwestionowanie kompetencyjnej poprawności ustawy jest postępowanie z art. 61 ust. 2. Zapewnia on możliwość skierowania każdej ustawy do kontroli konstytucyjnej przez uprawnione podmioty, tj. prezydenta, premiera, przewodniczących izb oraz 60 deputowanych lub senatorów. W związku z tym, że do grona podmiotów zalicza się prezydent i premier, powyższa procedura bywa stosowana przy podejrzeniu naruszenia kompetencji.
Przy procedowaniu z art. 61 ust. 2, Rada ma miesiąc na ustosunkowanie się do wniosku.

#### Wykroczenie poza materię ustawy w wymiarze horyzontalnym
Zgodnie z powyższym artykułem, kontroli Rady podlegają „teksty w formie ustawy”. Są nimi:
1. „Klasyczne” ustawy uchwalane przez parlament;
2. Dekrety z mocą ustawy (ordonanse) – uchwalane przez rząd na mocy art. 92 Konstytucji (został uchylony na mocy art. 14 ustawy konstytucyjnej nr 95-880 z 4 sierpnia 1995 r.)[11];
3. Ordonanse zatwierdzane przez parlament na mocy art. 38 Konstytucji;
4. Ordonanse wydawane na podstawie ustawy konstytucyjnej z 3 VI 1958.

W związku z tym można przyjąć uogólnienie, że Rada Konstytucyjna za takowe uważa wszystkie akty prawne mające moc ustawy.
Poza zakresem kontroli Rady znalazły się:
1. Dekrety z mocą ustawy organicznej przewidziane art. 92 Konstytucji – Rada decyzją z 15 I 1960 orzekła o domniemaniu konstytucyjności[12];
2. Do roku 2008 poza zakresem kontroli konstytucyjności były ustawy uchwalane w formie referendum. Wtedy został zmieniony art. 11 Konstytucji, upoważniający do tworzenia parlamentarnego projektu ustawy uchwalanego w drodze referendum.

Przy aktualnym brzmieniu art. 11 Konstytucji, kompetencja Rady w przypadku tej ustawy wygląda następująco:
1. Kontrola proceduralna prawidłowości inicjatywy referendalnej;
2. Badanie zgodności materialnej z Konstytucją projektu ustawy poddawanego pod referendum.

Do 1964 roku materię ustawy Rada określała wyłącznie w oparciu o art. 34 Konstytucji, gdzie zakres materii regulowanej ustawowo został wymieniony enumeratywnie.
Decyzja Rady z 26 VI 1969 była przełomowa, gdyż poszerzyła zakres materii regulowanej ustawowo – uznano, że ogólna zasada prawa, wydobyta z całokształtu ustawodawstwa, zostaje wyłączona spoza zakresu pouvoir réglamentaire. Rada nadając stwierdzeniu „milczenie administracji oznacza decyzję odmowną” rangę ogólnej zasady prawa, wyłączyła je spoza materii reglamentacyjnej, chociaż zgodnie z zapisami Konstytucji, regulacja procedury administracyjnej należała do rządu.
W decyzji z 28 XI 1973 po raz pierwszy podstawą określenia materii ustawowej (w przypadku kontroli kompetencyjnej) stał się zapis z przepisów pochodzących z tzw. „bloku konstytucyjnego”, będącego doktrynalnym określeniem zespołu norm o mocy konstytucyjnej. W tym konkretnym przypadku art. 34 ust. 2 konstytucji (nieuwzględniający wykroczeń jako materii ustawowej) stał w sprzeczności z normą wywodzoną z Deklaracji Praw Człowieka i Obywatela z 1789 r. (gwarantującej stanowienie norm o przestępstwach i karach ustawodawcy). Bazując zarówno na konstytucji, jak i normie z tzw. „bloku konstytucyjnego” Rada Konstytucyjna uznała, że regulacja wykroczeń zagrożonych pozbawieniem wolności należy do ustawodawcy.

#### Wykroczenie poza materię ustawy w wymiarze wertykalnym
Art. 34 Konstytucji, oprócz określenia przedmiotu regulacji ustawowej określa również głębokość dopuszczalnej ustawowej regulacji wewnątrz danej materii.
Jedną z materii wymienionych w art. 34, określającym „Tworzenie kategorii zakładów publicznych”. Przyznanie tej kompetencji ustawodawcy, wskazuje na to, że:
1. Może on tworzyć nowe zakłady publiczne niemające odpowiednika na terenie kraju[15];
2. Nie może on multiplikować zakładów o tożsamym charakterze z już istniejącymi na terenie kraju.

Analogicznie Rada Konstytucyjna oceniła zakres kompetencji ustawodawcy w sferze sądownictwa: mianowicie uznano, że ustawodawca ma kompetencje do tworzenia nowych pionów sądownictwa, zaś rząd multiplikowania instytucji według już istniejącego modelu.
Art. 34 stanowi również, że materia regulowana przez ustawodawcę może polegać na stanowieniu zasad bądź ogólnych założeń wewnątrz danej dziedziny. Ust. 4 wspomnianego artykułu upoważnia ustawodawcę do „stanowienia podstawowych założeń”.
Rada Konstytucyjna dzieli normy określonej materii na poszczególne podsystemy, zaś w ramach każdego z nich upoważnia ustawodawcę do formułowania odrębnych założeń podstawowych. Takim oto sposobem, w materii dotyczącej własności, wyodrębniła jako jej samodzielne podsystemy czynsz, dzierżawę i system odnoszący się do gospodarstw zajmujących się uprawą winorośli (viticulture).
Rada Konstytucyjna uznaje również ograniczenia na rzecz władzy wykonawczej wniesione przed 1958 r. (l’etat de la legislation antérieure). Konsekwencją tego założenia jest to, że parlament nie może poszerzyć swojej kompetencji poza zakres wyznaczony wspomnianymi ograniczeniami.
Kryterium klasyfikacji materii jako ustawodawczej bądź reglamentacyjnej, zarówno w kontekście zasad jak i ogólnych założeń jest uznanie, czy określony przepis tworzy zasadę czy ją wykonuje. W przypadku normatywnej regulacji podmiotów uprawnionych do głosowania przez zastępcę, do ustawodawcy należy określenie kategorii osób mogących głosować przez zastępcę, zaś do roli egzekutywy będzie należy określenie praktycznego wykonywania tej normy. Jednak wbrew gaullistowskim założeniom orzecznictwo Rady Konstytucyjnej nie wytyczyło ostrej granicy pomiędzy kompetencją ustawodawczą i pouvoir réglamentaire. Przeciwnie, przy braku szczególnych oporów ze strony władzy wykonawczej, przyznało ustawodawcy niemal nieograniczoną swobodę regulacji materii.

### Kontrola materialna

#### Kontrola obligatoryjna

##### Kontrola konstytucyjności ustaw organicznych
Konstytucja odsyła w swojej treści do materii uregulowanej w ustawach organicznych (ordonansach). Są one uchwalane w specjalnym trybie przewidzianym w art. 46 Konstytucji. Uzupełniają Konstytucję w zakresie organizacji ustroju państwa i mają wyższą rangę w hierarchii źródeł prawa od ustaw zwykłych. Obowiązek skierowania tekstu ustawy organicznej do Rady Konstytucyjnej spoczywa na barkach premiera. Jest on kierowany po uchwaleniu ustawy przez izby. Rada ma miesiąc na zbadanie zgodności ordonansu z Konstytucją i orzeknięcie o poprawności zastosowania procedury z art. 46. Rada w decyzji określa, czy można elementy niekonstytucyjne tej ustawy odseparować od reszty zawartych w niej norm. Jeżeli jest to możliwe, to w taki sposób okrojoną ustawę promulguje prezydent, bądź przesyła ją do izb celem ponownego rozpatrzenia.
Nota bene, materię ustaw organicznych niemal w całości wyczerpano poprzez uchwalenie ordonansów organicznych, przewidzianych w art. 92 Konstytucji (aktualnie nieobowiązującym), który przewidywał regulację materii zastrzeżonej dla ustaw organicznych poprzez wydawane przez rząd ordonanse, w terminie 4 miesięcy od uchwalenia Konstytucji V Republiki Francuskiej.
Podczas prac nad konstytucją w Konsultatywnym Komitecie Konstytucyjnym, rozważając zasadność takiego rozwiązania, przedstawiciel rządu zarzekł się, że zastosowanie ordonansów organicznych nastąpi jedynie w przypadkach „niezbędnie koniecznych”. Egzekutywa bardzo skwapliwie wykorzystała przyznane jej uprawnienie i w ten oto sposób, uregulowała ordonansami organicznymi niemal całą materię przewidzianą dla ustaw organicznych przez Konstytucję.
Rada decyzją z 15 I 1960 r. (pierwsza decyzja odnosząca się do ustaw organicznych), uznała pośrednio wszystkie ordonanse organiczne za zgodne z Konstytucją V Republiki. Być może jeszcze istotniejszym aspektem tej decyzji (kontrolującej ordonans zmieniający ordonans organiczny, którego przedmiotem regulacji było ułatwienie muzułmanom wstępowania do sądownictwa, de facto naruszające zasadę równości wobec prawa). Rada wydając decyzję, orzekła, że zmiana ordonansu organicznego była „zgodna z duchem ordonansu” – a co za tym idzie – uznano w tej sytuacji ordonans organiczny jako swoisty punkt odniesienia, element „bloku konstytucyjnego”. Tym sposobem spetryfikowano organiczne ustawodawstwo rządowe jako autentyczną wykładnię Konstytucji w ramach jej funkcjonowania.

##### Kontrola regulaminów izb
Przed 1958 zasada suwerenności izb wykluczała możliwość kontroli regulaminów. Konstytucja V Republiki zniosła tę zasadę, poddając regulaminy kompetencji Rady Konstytucyjnej.
Mechanizm kontroli regulaminów wygląda w następujący sposób.
1. Przewodniczący Zgromadzenia Narodowego bądź Senatu ma obowiązek przekazać do kontroli regulamin izby. Nie jest sprecyzowane, ile czasu ma na przekazanie dokumentu Radzie.
2. Rada w przeciągu 1 miesiąca wydaje właściwą decyzję.

Kontrowersje budziła kwestia, czy kontrola regulaminu Kongresu mieści się w kompetencjach Rady. Mianowicie, art. 61 Konstytucji mówi o kontroli „regulaminów zgromadzeń parlamentarnych” (z czego wynika, że Kongres także podlega kompetencji Rady). Natomiast art. 17 ust 2 Ordonansu Organicznego o Radzie Konstytucyjnej mówi „przyjęte przez jedną lub drugą izbę”. Ową sprzeczność rozwikłała decyzja Rady z 20 XII 1963 r., w której Rada uznała swoją kompetencję.
Podstawą prawną orzekania Rady w kwestii zgodności regulaminów jest art. 61 ust 1 Konstytucji. Wskazuje on, że regulaminy muszą być zgodne z Konstytucją. Decyzja z 8 VII 1966 r. wskazała na dodatkowy wymóg zgodności z ustawami organicznymi i ustawami zwykłymi uchwalonymi na mocy art. 92.
Przyjęta przez Radę linia orzecznicza wskazuje na to, że regulaminy izb mają we francuskiej hierarchii źródeł prawa pozycję niższą od ustaw, znajdując się na równi z aktami normatywnymi rządu.
Nowością Konstytucji V Republiki jest to, że materię do tej pory regulowane przez regulaminy są w obecnym ustroju Francji regulowane przez ordonanse organiczne bądź ustawy organiczne (np. diety, incompatibilitas, procedura uchwalania ustaw finansowych).
Celem takiej a nie innej linii orzeczniczej było niedopuszczenie do faktycznego poszerzenia uprawnień parlamentu poprzez regulacje regulaminowe. Orzecznictwo tym samym przyczyniło się do realizacji zamierzeń twórców koncepcji „silnego państwa” z Konstytucji V Republiki.

#### Pojęcie „bloku konstytucyjnego”
Sformułowanie wypracowane przez doktrynę. Jego brzmienie jest dość mylące, gdyż sugeruje jednolitość i zwartość norm, co jest nieprawdą. Jest to zbiór norm o randze konstytucyjnej, które są punktem odniesienia dla Rady Konstytucyjnej przy orzekaniu o konstytucyjności aktów normatywnych.
Pominąwszy elementy bloku odnoszące się do podziału kompetencji władz, w dziedzinie ochrony praw człowieka można wskazać następujące teksty jako podstawy Rady do orzekania:
1. Artykuły Konstytucji: Mimo tego że Konstytucja V Republiki, skupiona głównie na regulacji ustrojowej państwa, w sposób bardzo ograniczony odnosi się do praw człowieka, zawiera w swoich artykułach niektóre kwestie odnoszące się do nich. Są nimi np.:
  - art. 66 (zakaz arbitralnego pozbawienia wolności)
  - art. 72 (zasada swobody administracyjnej),
2. Powszechna Deklaracja Praw Człowieka i Obywatela – Decyzja z 27 XII 1973 potwierdziła charakter prawa pozytywnego Deklaracji[23], natomiast w decyzji z 16 stycznia 1983[24], Rada potwierdziła, że naród w drodze referendum 13 X 1946 i 28 IX 1958 roku „przyjął teksty nadające zasadom i prawom ogłoszonym w roku 1789 wartość zasad konstytucyjnych” ,
3. Karta Ochrony Środowiska – jest ona zupełnym novum w kontekście francuskiego systemu ochrony praw człowieka. Rada powołała się na nią w dwóch decyzjach z 2005 r.[25], wskazując że godzenie ochrony środowiska z rozwojem gospodarczym jest normą konstytucyjną,
4. cele konstytucyjne[26] – Są narzędziem ustawodawcy służącym wprowadzeniu ograniczeń w wobec derogowalnych praw człowieka. Cechą tych celów jest to, że nie mają one skutku bezpośredniego. Są nimi na przykład ochrona interesu publicznego czy ciągłość usług publicznych (decyzja z 16 XII 1999)[27],
5. wstęp do Konstytucji z 1946 roku – wynika z niej, że ochrona godności człowieka przed wszelką formą poniżenia i zniewolenia jest zasadą konstytucyjną. W swojej treści Konstytucja V Republiki „Potwierdza uroczyście prawa i wolności człowieka i obywatela uświęcone przez Deklaracje Praw z 1789 i podstawowe zasady uznane przez ustawy Republiki.

Przykładem dla „podstawowych zasad uznanych przez ustawy Republiki” jest ustawodawstwo III Republiki. Rada w decyzji z 16 VII 1971 uznała swobodę stowarzyszeń jako zasadę konstytucyjną. Innymi zasadami, które Rada wywiodła z wcześniejszego ustawodawstwa, są chociażby swoboda ubezpieczeń wzajemnych i organizacja pomocy społecznej.
Rada w decyzji dotyczącej kwestii amnestii z 20 VII 1988 precyzyjnie określiła, co „jest podstawową zasadą uznaną przez ustawy republiki”. Żeby norma prawna została za taką uznaną, musi spełniać łącznie dwie przesłanki:
1. musi mieć podstawę w minimum jednej ustawie przyjętej w którymś z republikańskich okresów Francji sprzed 1946 roku.
2. nie została zniesiona przez inną ustawę wprowadzającą przepisy z nią sprzeczne.

#### Kontrola fakultatywna

##### Kontrola ustaw zwykłych
Podstawą konstytucyjną stosowania tego trybu jest art. 61 ust 2 Konstytucji V Republiki. Służy on badaniu konstytucyjności ustaw wyłącznie przed promulgacją. W noweli konstytucyjnej z X 1974 r., wprowadzono możliwość kontroli fakultatywnej ustaw zwykłych dla 60 deputowanych lub 60 senatorów. Zauważa się dwie przyczyny poszerzenia katalogu podmiotów uprawnionych:
Przyczyna polityczna – rosnące podziały wśród rządzącej większości. Zauważono potrzebę znalezienia środka zaradczego na ewentualność, kiedy to zostałaby przegłosowana ustawa przy pomocy lewicy, wbrew woli części większości parlamentarnej. Oprócz tego, prawica chciała dysponować narzędziem weryfikującym konstytucyjność ustaw, na wypadek przejęcia władzy przez francuską lewicę.
Przyczyna praktyczna – badanie konstytucyjności ustaw utrudniał niesłychanie wąski krąg upoważnionych do wnioskowania o kontrolę prewencyjną.

##### Instytucja pytań prejudycjalnych
Jest ona całkowitą nowością, weszła w życie w 2009 roku. Po raz pierwszy w historii francuskiego konstytucjonalizmu kontrola konstytucyjności ustaw nabrała konkretnego, następczego i otwartego dla jednostki charakteru, zbliżając Radę do innych europejskich sądów konstytucyjnych.
Mechanizm pytań prejudycjalnych wygląda następująco: jeżeli w sprawie toczącej się przed sądem zostanie podana w wątpliwość konstytucyjność regulacji prawnej będącej podstawą orzeczenia i odnoszącej się do praw i wolności Konstytucyjnych, Rada Stanu bądź Sąd Kasacyjny, po wstępnej analizie zasadności wniosku, może przekazać pytanie do Rady Konstytucyjnej.
Podanie w wątpliwość konstytucyjności normy następuje z inicjatywy sądu prowadzącego sprawę bądź strony postępowania. Pytanie winno zostać skierowane w odpowiednim terminie, zaś obowiązkiem sędziów jest sprawdzenie, czy kwestionowana regulacja nie była przedmiotem kontroli Rady Konstytucyjnej.
Zgodnie z doktryną, przyjmuje się, że w tym konkretnym wypadku wzorcem kontroli nie mogą być konstytucyjne reguły wydawania norm prawnych i cele wartości konstytucyjnych.
Procedura kwestionowania konstytucyjności ustawy w ramach pytania prejudycjalnego jest dwuetapowa. Pierwszym etapem jest przekazanie zapytania – w zakresie sądownictwa powszechnego – do Sądu Kasacyjnego, zaś w zakresie sądownictwa administracyjnego – do Rady Stanu. Oba organy badają legalność procedury i zasadność wspomnianego pytania. Celem ułatwienia pracy Radzie Konstytucyjnej decyzja winna być uzasadniona, zawierając w swej treści, obok pytania prawnego, interpretację kwestionowanej normy prawnej i przepisu konstytucyjnego.
Po wspomnianej filtracji, sprawa jest kierowana do Rady Konstytucyjnej. Decyzja Rady musi być umotywowana i ogłoszona w Journal Officiel.
Skutki orzeczenia Rady Konstytucyjnej o niekonstytucyjności ustawy:
1. Uchylenie przepisu z datą publikacji decyzji Rady, bądź inną datą przewidzianą w decyzji;
2. Skutek erga omnes – decyzja jest skuteczna względem wszystkich, których dotyczy określony przepis, nie tylko stron postępowania;
3. Konieczność podjęcia pracy nad przepisami przez legislatora, celem eliminacji luk prawnych powstałych wskutek eliminacji przepisu.

##### Kontrola prewencyjna konstytucyjności umów międzynarodowych
Zgodnie z art. 54 ust. 1, traktat o którym Rada rozstrzyga jako o niekonstytucyjnym, nie może być ratyfikowany bez uprzedniej zmiany Konstytucji. Ten sam artykuł, upoważnia prezydenta, premiera oraz przewodniczących izb do złożenia wniosku o kontrolę konstytucyjności przed podjęciem uchwały przez parlament.
Rzeczywista kontrola traktatów sprawia pewne trudności związane z aktywnością podmiotów uprawnionych do skierowania wniosku do Rady. Pierwszym z nich jest to, że prezydent i premier zwykle nie korzystają z powyższego uprawnienia, gdyż to oni biorą w udział w uzgadnianiu wspomnianych umów. Skierowanie wspomnianego wniosku do Rady, byłoby negacją sensowności ich działań. Przypuszczalnie znaczący opór społeczny mógłby wymusić powyższy ruch na wspomnianych podmiotach. Z drugiej strony, przewodniczący izb dowiadują się o szczegółach umów międzynarodowych dopiero wtedy, gdy projekt wpłynie do izby wraz z tekstem ustawy ratyfikacyjnej.
Kontrowersje w doktrynie budzi kwestia, czy kontrola konstytucyjności ustaw jest możliwa na tle art. 61 ust 2. Jednak w orzeczeniu z 29-30 XII 1976 r., Rada uznała na przyszłość możliwość takiego sposobu zakwestionowania konstytucyjności traktatu.

#### Brak kompetencji Rady w zakresie kontroli następczej zgodności ustaw z traktatami
Inny charakter ma kontrola de conventionnalité: Rada Konstytucyjna nie jest upoważniona do następczej kontroli ustaw z umowami międzynarodowymi. Zgodnie z art. 55 Konstytucji, jest to zadanie sędziów, którzy mogą odmówić zastosowania ustawy, jeżeli uznają ją za niezgodną z wiążącym prawem międzynarodowym.

## Kompetencje konsultacyjne
Art. 16 Konstytucji Republiki Francuskiej mówi o tym, że w sytuacji poważnego i bezpośredniego zagrożenia dla Instytucji Republiki, niepodległości państwa, integralności jego terytorium bądź wykonywania zobowiązań międzynarodowych, Prezydent Republiki po oficjalnej konsultacji z Premierem, przewodniczącymi izb i Radą Konstytucyjną podejmuje odpowiednie działania. Owe działania mają na celu zapewnienie, w możliwie jak najkrótszym czasie, konstytucyjnym władzom publicznym warunków do wypełniania ich zadań. Prezydent informuje o tym Naród w drodze orędzia. Parlament zbiera się z mocy prawa. Zgromadzenie Narodowe w okresie, gdy wykonywane są uprawnienia nadzwyczajne, nie może być rozwiązane. Po upływie trzydziestu dni stosowania uprawnień nadzwyczajnych, Przewodniczący Zgromadzenia Narodowego, Przewodniczący Senatu, sześćdziesięciu deputowanych lub sześćdziesięciu senatorów, może przekazać sprawę Radzie Konstytucyjnej, aby ta zbadała, czy warunki określone w ustępie pierwszym zostały spełnione. Rada orzeka w tej sprawie w możliwie jak najkrótszym czasie. Wykonuje to zadanie z mocy prawa i wypowiada się w terminie sześćdziesięciu dni stosowania nadzwyczajnych uprawnień i w każdym momencie powyżej tego okresu.

## Orzekanie o prawidłowości wyborów
Kontrola prawidłowości wyborów jest dokonywana na wniosek i ogranicza się do protestów podważających ważność wyboru. Jeśli chodzi o wybory prezydenckie, Rada „czuwa nad ich prawidłowością”. W przypadku referendum stosuje się odpowiednio przepisy dotyczące wyborów prezydenckich.